# Philip K. Dick
Philip K. Dick, all'anagrafe Philip Kindred Dick (Chicago, 16 dicembre 1928 – Santa Ana, 2 marzo 1982), è stato uno scrittore statunitense.
In vita noto perlopiù nell'ambito della fantascienza, la sua fama crebbe notevolmente presso la critica e il grande pubblico dopo la sua morte, in patria così come in Europa (in Francia e in Italia negli anni ottanta divenne un vero e proprio scrittore di culto, anche in seguito al successo del film Blade Runner del 1982, liberamente tratto dal suo romanzo Il cacciatore di androidi), venendo dunque ampiamente rivalutato come un importante autore postmoderno, precursore della corrente artistico-letteraria dell'Avantpop. Gli sono stati dedicati molteplici studi critici che lo collocano ormai tra i classici della letteratura contemporanea.
Temi centrali dei suoi visionari racconti e romanzi, per molti aspetti antesignani delle atmosfere tipiche del cyberpunk, sono i molteplici processi manipolativi del tessuto sociale da parte delle strutture di potere, la simulazione e dissimulazione della realtà, la comune concezione del "falso", l'assuefazione alle sostanze stupefacenti - con annessi disturbi psichici da essa scaturiti - e l'indefessa indagine gnostico-mistica del divino.

## Biografia
Nato a Chicago da parto prematuro, con la sorella gemella Jane Charlotte, in una famiglia dai legami burrascosi (la madre, da lui descritta come nevrotica, divorziò dal padre pochi anni dopo la nascita dei gemelli), Philip Dick trascorse un'infanzia e un'adolescenza solitarie e tormentate: la sorellina morì a poche settimane dalla nascita, forse a causa di un'intolleranza al latte materno. Con lei, per tutta la vita, Dick mantenne un profondo, morboso legame alimentando, nei suoi confronti, un mai sopito senso di colpa unitamente a un forte senso di incompletezza (per sua espressa volontà fu sepolto accanto a lei, in una tomba doppia). Dopo il divorzio, la madre si trasferì a Berkeley portandolo con sé. Philip era un bambino tranquillo che amava leggere e ascoltare musica classica, incoraggiato dalla madre. In California trascorse gran parte della vita.
Poiché non riusciva ad accettare la scomparsa della sorella, a 14 anni la madre lo portò da uno psichiatra, il primo di una lunga serie. In California frequentò l'Università di Berkeley senza concludere gli studi a causa della sua militanza nel movimento contro la guerra di Corea e del suo pacifismo; per continuare gli studi universitari avrebbe dovuto sostenere un corso di addestramento – ROTC – come ufficiale della riserva, all'epoca obbligatorio, avendo problemi a causa del maccartismo di quegli anni. Incominciò a lavorare in un negozio di dischi dove conobbe la prima moglie, Jeanette Marlin (il matrimonio durò da maggio a novembre '48). Le sue affermazioni secondo cui in quel periodo avrebbe lavorato in una radio locale non sono mai state provate, anche se potrebbe aver scritto testi pubblicitari per qualche emittente di Berkeley.

### Fantascienza
L'incontro con la fantascienza probabilmente avvenne per caso nel 1949 (anche se il suo primo racconto, Stability, pubblicato postumo, fu scritto nel 1947), quando invece di una rivista di divulgazione scientifica acquistò per sbaglio una di fantascienza (la circostanza non è certa). Esordì nel 1952 sulla rivista Planet Stories. Lasciata la prima moglie, si risposò con Kleo Apostolides (dal 14 giugno 1950 al 1959), militante comunista di origini greche. Al negozio conobbe un editore di gialli e fantascienza e incoraggiato da Kleo pubblicò i primi romanzi e racconti. Di giorno girava per casa e di notte scriveva, leggeva e studiava il latino. Ebbe un paio di fugaci relazioni con ragazze dai lunghi capelli neri, perché da bambino aveva un'amica immaginaria, prima bimba poi ragazza, che immaginava così, figura idealizzata della perduta sorella Jane. Nel 1955 pubblicò il suo primo romanzo, Solar lottery. Quando Dick si trasferì nella zona rurale di Point Reyes, a nord di San Francisco, in quella Marin County che fu l'ambientazione di diverse opere (tra tutte Cronache del dopobomba), il suo matrimonio con Kleo andò in crisi.
In questo luogo così solitario conobbe Anne Williams Rubinstein, la terza moglie (rimasero sposati dal 1º aprile 1959 all'ottobre 1965). Anne era una donna colta e di forte personalità, vedova e madre di tre figlie con la quale ebbe Laura Archer (25 febbraio 1960). Dick si trasferì a casa di Anne, e per mantenere la famiglia e il tenore di vita della moglie abbandonò la fantascienza, poco remunerativa e per niente prestigiosa, per tentare di occuparsi di narrativa mainstream, ma vivendo ciò come una sconfitta, di cui considerò responsabile la moglie. Nel 1962 pubblicò il romanzo distopico La svastica sul sole, uno dei suoi capolavori, che l'anno dopo gli valse il prestigioso Premio Hugo. Il matrimonio comunque andò in pezzi, sia per la scarsa considerazione della moglie, sia perché Dick si convinse che la moglie avesse assassinato il precedente marito e che avrebbe fatto lo stesso con lui. Divorziarono nel 1965 e Dick si trasferì a San Francisco.

### Droghe

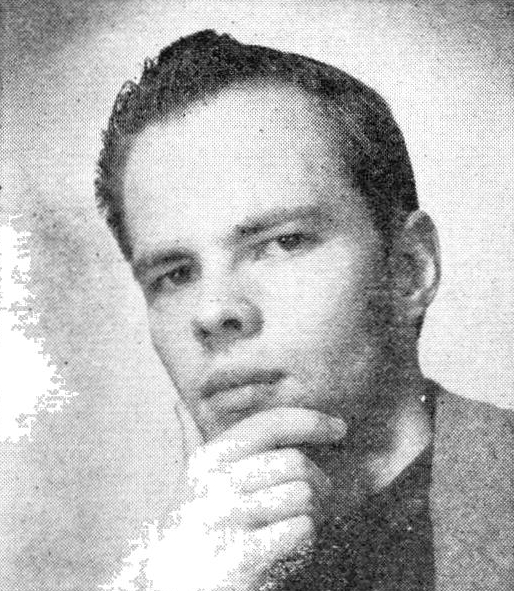
Philip K. Dick nel 1953

Dick, oltre a farmaci contro l'asma e la tachicardia, fin dai primi anni cinquanta assumeva amfetamina, prescrittagli dallo psichiatra che gli aveva diagnosticato una lieve forma di schizofrenia; l'amfetamina era usata per combattere gli stati depressivi di cui lo scrittore soffriva occasionalmente. Dick sviluppò una tossicodipendenza dalla sostanza, la cui assunzione lo aiutava a sostenere altissimi ritmi produttivi. Philip riusciva a battere a macchina anche 120 parole al minuto, il doppio della media. L'abuso di stimolanti raggiunse livelli allarmanti durante la seconda metà degli anni sessanta, proprio nel periodo in cui l'autore scriveva due dei suoi romanzi più importanti (Il cacciatore di androidi e Ubik). La rottura nel 1972 con la quarta moglie, Nancy Hackett (sposata il 6 luglio 1966), che lo abbandonò assieme alla figlia Isolde Freya (ora Isa Dick Hackett), e la morte del suo carissimo amico Jim Pike, mandarono Dick a picco.
Philip si ritrovò a vivere nella sua nuova casa di Hacienda Way a San Raphael con sbandati e tossicodipendenti, assumendo ora, oltre agli psicofarmaci, anche LSD e mescalina. La situazione arrivò al punto critico quando, in sua assenza, la sua abitazione subì un'effrazione durante la quale degli sconosciuti forzarono il suo schedario blindato (Dick fece innumerevoli ipotesi sulla loro identità, arrivando a sospettare che fossero agenti dell'FBI; a tutt'oggi la questione non è stata chiarita). In seguito Dick partecipò a una conferenza sulla fantascienza a Vancouver, in Canada, e decise di stabilirvisi. Anche l'esperienza canadese si rivelò un fallimento, a causa del continuo abuso di psicofarmaci e della mancanza di denaro. Dick si fece ricoverare in una comunità di recupero per tossicodipendenti, la X-Kalay, un'esperienza breve che però lo aiutò a chiudere con le amfetamine. Molti eventi e situazioni di questo periodo ebbero un ruolo importante nel suo romanzo Un oscuro scrutare.

### Ultimo periodo
Tornato in California, Dick si stabilì alla periferia di Los Angeles e nel 1972 riprese a scrivere, anche in seguito all'incontro con Leslie (Tess) Busby, la quinta moglie (dal 18 aprile 1973 al 1977), dalla quale ebbe il terzo figlio, Christopher Kenneth (25 luglio 1973). Tra il febbraio e il marzo del 1974 Dick incominciò a sentire voci e avere visioni in sogno e da sveglio. Convinto di vivere un'esperienza mistica e di essere in comunicazione con un'entità superiore, prese a scrivere, dal 1974 al 1982, l'Esegesi, una sterminata raccolta di appunti a carattere teologico-filosofico che alla fine conterà più di 8000 pagine, un milione di parole, a partire dai quali trasse una trilogia, Trilogia di Valis (dove Valis è l'acronimo di Vast active living intelligence system). A Valis, pubblicato nel 1980, seguì Divina invasione dell'anno successivo, mentre il terzo e conclusivo romanzo, The Owl in Daylight, restò un abbozzo, punto d'arrivo della sua visione gnostica del divino.
Nel 1977 Tess, stanca della sua follia, lo lasciò. Dick tentò il suicidio tagliandosi le vene in garage e ingerendo barbiturici a bordo della sua Fiat: ma vomitò parte dei farmaci, le ferite erano ridicole e il motore dell'auto si spense, impedendogli di morire. Il giorno dopo telefonò allo psicoterapeuta, che lo fece immediatamente ricoverare. Nei lunghi giorni di degenza Dick giunse alla conclusione che la presenza che lo aveva sempre accompagnato nella sua travagliata esistenza era Jane, la sorella mai morta.
Nella notte del 17 febbraio 1982, dopo aver rilasciato un'intervista, ebbe un primo ictus, seguito da altri nei giorni successivi. Si spense il 2 marzo a Santa Ana in California, proprio quando i diritti delle sue opere cominciavano finalmente a dargli una certa sicurezza economica e a poche settimane dall'uscita del film Blade Runner, diretto da Ridley Scott, liberamente ispirato al suo Il cacciatore di androidi (Do Androids Dream of Electric Sheep?). Dick non poté vedere il film completato, anche se riuscì a visitarne il set. Il padre Edgar portò la salma del figlio al Riverside Cemetery di Fort Morgan, in Colorado, inumandolo accanto a quella sorella gemella che per tutta la vita lo aveva ossessionato..

## L'opera

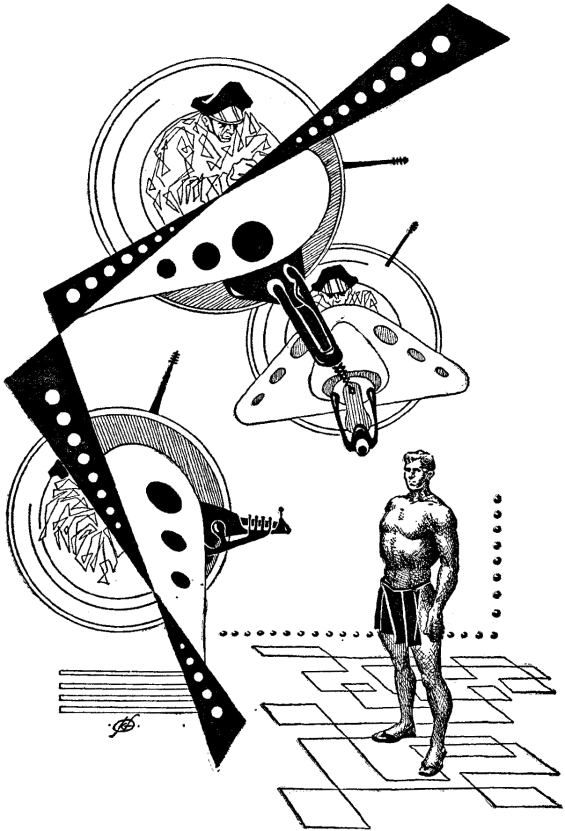
Illustrazione di Frank Kelly Freas per il racconto Non saremo noi (The Golden Man) di Philip K. Dick, per la rivista If: Worlds of Science Fiction, aprile 1954, pag. 4

Dick è oggi considerato uno dei più importanti e innovativi autori di fantascienza e, più in generale, uno dei più grandi scrittori della letteratura statunitense del secondo dopoguerra; le sue opere sono caratterizzate da un'inquieta indagine sui temi della realtà (con riprese originalissime delle riflessioni filosofiche sull'ontologia), della simulazione e del falso, della teologia cristiana (in special modo la meditazione paolina e luterana, ma soprattutto di origine gnostica), della storia e della società degli Stati Uniti, e più in generale su quel nodo di idee e problematiche noto come postmoderno o tardo capitalismo. 

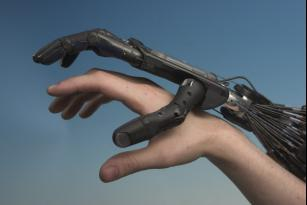
Un tema frequente nelle opere di Dick è il confronto tra esseri umani e non umani: alieni, creature soprannaturali, androidi

### Pessimismo e divino
Pervasa da una patina di pessimismo (senza che manchino però sprazzi di ammirazione per la dignità dell'uomo comune, capace di opporsi alla prevaricazione dei potenti nei momenti cruciali, e una sotterranea fiducia nel potere salvifico dell'arte), l'opera di Dick è segnata da una profonda attenzione ai problemi psichiatrici dei vari personaggi, a una ricerca del divino che non scade mai nel dogmatismo o nel moralismo, a una meditazione non sistematica, ma a tratti decisamente originale sull'idea dell'uomo e dell'umano. Tutto ciò però non è mai, neanche nelle ultime opere "teologiche", svincolato dal contesto storico in cui Dick viveva e scriveva. I suoi romanzi e racconti, sebbene spesso imperniati su ipotesi fantascientifiche, sono quasi sempre intrisi dell'atmosfera degli anni cinquanta di Eisenhower, dell'era kennediana, dell'«Estate dell'amore» del 1967, degli anni settanta, tra contestazione, più o meno diretta o esistenziale, droga e repressione, e già tratteggiano, in anticipo sui tempi, l'America reaganiana, ma anche, per tantissimi versi, il nostro presente. Molte opere di Dick prefigurano infatti situazioni e figure tipiche del mondo di oggi, attraverso la consapevolezza, di cui Dick fu portatore come pochi altri autori, dell'impatto dei mass media (televisione in testa) sulla vita quotidiana dell'uomo postmoderno. Esemplare, da questo punto di vista, è il presidente-robot di I simulacri e di La penultima verità, oppure il presentatore Jason Taverner di Scorrete lacrime, disse il poliziotto, una celebrità che scopre di non esistere.

### Capolavori della fantascienza
A partire dalla metà degli anni cinquanta Dick incominciò a scrivere romanzi, anche in ragione del successo di vendite della sua prima opera narrativa lunga, Il disco di fiamma (1955); ma è negli anni sessanta che creò capolavori considerati oggi pietre miliari della letteratura contemporanea e non solo fantascientifica, come La svastica sul sole (The Man in the High Castle nell'originale, pubblicato anche come L'uomo nell'alto castello), una ucronia che raffigura un mondo dove gli Alleati hanno perso la seconda guerra mondiale, dominato da nazismo e imperialismo giapponese; l'allucinato Le tre stimmate di Palmer Eldritch (prefigurante tra l'altro, in qualche misura, i giochi di ruolo e la loro diffusione); il geniale e a suo modo epico Noi marziani; la complessa allegoria sociopolitica de I simulacri e il famoso Il cacciatore di androidi, che ispirò il film culto Blade Runner.
È del 1969 il romanzo Ubik, probabilmente il capolavoro di Dick, che non a caso dedicò l'opera al suo antico mentore Anthony Boucher, nel quale si manifestano tutte le sue affinità con gli scrittori postmoderni più prestigiosi (da Heller a Vonnegut a Pynchon). Da questo romanzo lo stesso Dick trasse una curiosa sceneggiatura cinematografica, decisamente troppo lunga per ricavarne un film.

### Tossicodipendenza
In un periodo estremamente problematico della propria vita, caratterizzato da abuso di amfetamine, dalla rottura di tutti i propri legami sentimentali stabili e da una vita vissuta passivamente e "alla giornata" con i tanti "sbandati" che lo scrittore ospitava presso la propria abitazione, Dick toccò il fondo, fuggì da Berkeley e, dopo un breve periodo in Canada, si fece ricoverare in una comunità terapeutica per tossicodipendenti. Il periodo degli abusi di amfetamine gli fornì il materiale per alcune delle sue opere più belle, tra cui spicca lo straziante Un oscuro scrutare (A Scanner Darkly), da cui è stato tratto, nel 2006, il film A Scanner Darkly - Un oscuro scrutare.

### Ritorno in California
In seguito Dick tornò in California, ma stavolta stabilendosi a sud, nell'hinterland di Los Angeles, dove trascorse gli ultimi anni della sua vita dedicandosi alla stesura di un'enorme mole di dattiloscritti, nota come Esegesi, una sorta di diario di appunti caratterizzati prevalentemente da una convulsa ricerca teologica, intrapresa con maggiore determinazione dopo l'"esperienza mistica" che Dick era convinto di aver vissuto nel febbraio-marzo del 1974, definita dall'autore stesso divina invasione. Dall'esegesi nacque la cosiddetta Trilogia di Valis, una triade di romanzi (gli ultimi che l'autore ebbe modo di scrivere) in cui Dick diede prova delle sue capacità come autore di fantascienza (Divina invasione), realistico (La trasmigrazione di Timothy Archer) e di quel nuovo filone narrativo che solo alla fine degli anni novanta riceverà il nome di Avantpop (Valis).

### Temi ricorrenti
Secondo lo stesso autore e il dizionario dickiano, nell'opera di Dick possiamo individuare alcuni temi ricorrenti:
- Pseudomondi: chiamati così dallo stesso autore, sono mondi narrati e narrabili solo come una continua mescolanza di reale e irreale, distorti e privati, spesso abitati da una sola persona mentre gli altri personaggi restano nei loro rispettivi mondi o vengono attirati in uno di quelli particolari. Da citare, al riguardo, sono sicuramente i romanzi Ubik e L'occhio nel cielo.
- La guerra: se ci limitiamo agli anni 1952-54, troviamo almeno 20 racconti che hanno la guerra come argomento centrale o di sfondo, sia essa terrestre, interplanetaria o intergalattica. Tra i più significativi troviamo La mente dell'astronave, La svastica sul sole, Follia per sette clan, Il mondo che Jones creò. La guerra è, inoltre, uno strumento usato da vari soggetti dotati o desiderosi di potere economico e politico per mantenerlo, rinsaldarlo o guadagnarne, in romanzi come La penultima verità o I difensori della Terra; è l'origine della desolazione, come in Cronache del dopobomba; o ancora è una guerra di cui protagonista è Dio (o qualcuno che ritiene di esserlo), mosso da una volontà che vuol essere salvifica per l'umanità, come in Radio libera Albemuth e la Trilogia di Valis[6].
- La ragazza dai capelli scuri: è una figura ricorrente, e spesso il suo ruolo è quello di mettere in crisi la consolidata percezione di realtà del protagonista, rivelandogli che è in qualche modo ingannevole; ricordiamo per esempio il racconto Il mondo che lei voleva.
- Le donne: sono spesso autoritarie e distruttive come In questo piccolo mondo e La svastica sul sole[7], oppure sono donne indecise e irresolute che si innamorano dei protagonisti e lasciano a loro le sorti del proprio destino come in Lotteria dello spazio e Voci dalla strada.
- Tradimento del marito: i matrimoni nelle opere di Dick sono spesso infelici, tratteggiati spesso come un sogno di pace e serenità che si trasforma in un incubo[8]; molti dei suoi personaggi decidono perciò di tradire o abbandonare la moglie, come in Voci dalla strada e Dottor Futuro.
- Nazismo e lingua tedesca: il nazismo è una tematica centrale o molto presente in romanzi come La svastica sul sole e I simulacri; inoltre Dick utilizza non di rado parole di lingua tedesca nelle sue opere, spesso per riferimenti filosofici, ad esempio in Un oscuro scrutare[9].

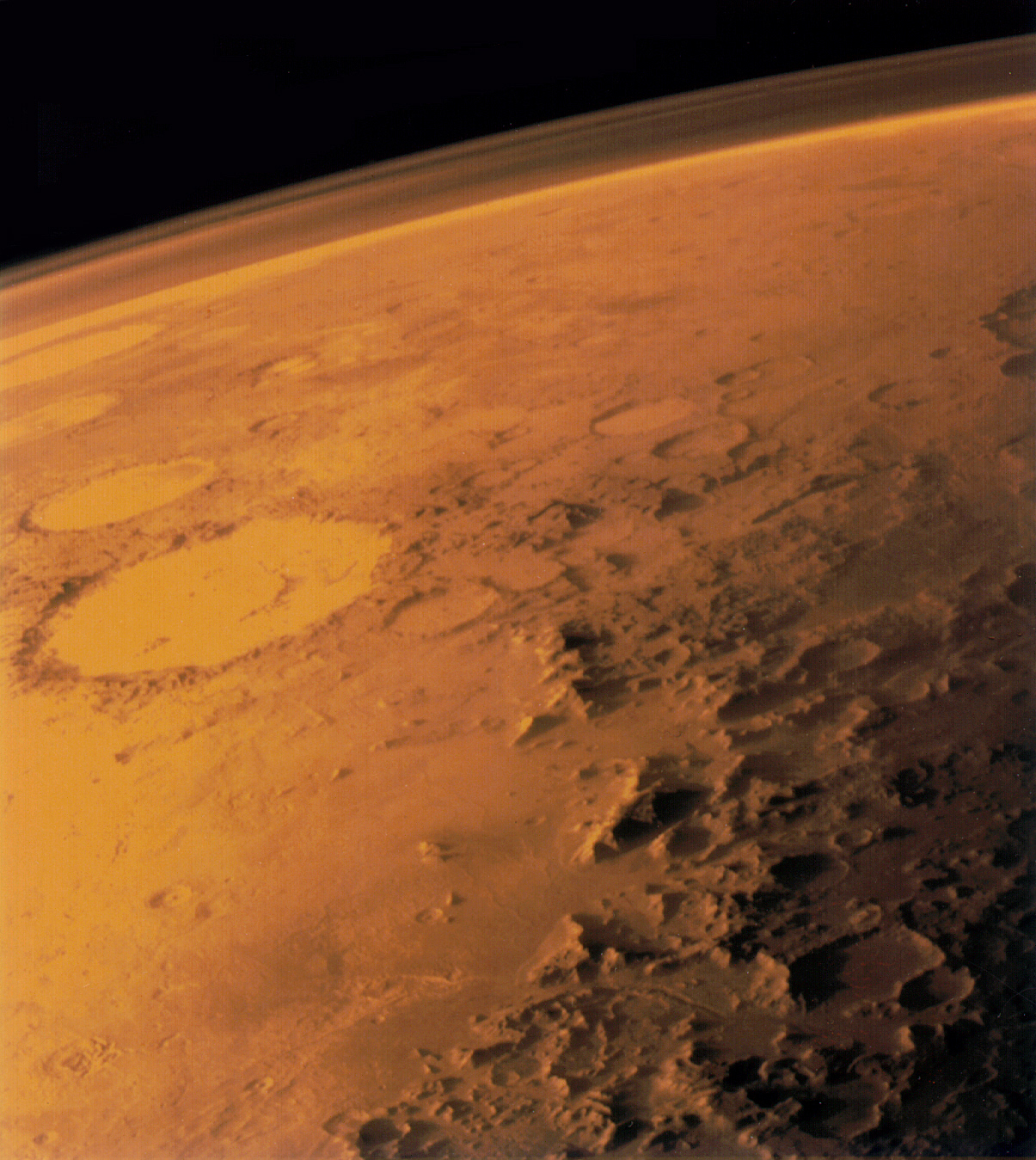
Il pianeta rosso, secondo Dick molto simile alla California

- Disorientamento e vagabondaggio: spesso i personaggi di Dick sono disorientati, confusi, non di rado sotto effetto di alcol o droghe. Le sostanze psicoattive sono sovente uno degli elementi che provocano gli slittamenti di realtà di cui i personaggi fanno esperienza[10]. Le droghe producono l'effetto di una realtà quasi corrispondente a quella "abituale" come in Le tre stimmate di Palmer Eldritch; forniscono il potere di viaggiare nel tempo, come in Illusione di potere; sono la causa - quelle pesanti - di una discesa all'inferno e di una piccola vittoria contro i loro produttori, costosissima sul piano umano, in Un oscuro scrutare.
- Dio e la religione: vi è spesso l'irruzione del divino nella realtà quotidiana come in L'occhio nel cielo; o Dio si serve dei protagonisti per salvare l'umanità come in Radio libera Albemuth e la trilogia di Valis[11]; altre volte la religione e l'esperienza religiosa sono temi di romanzi e racconti.
- Gli alieni e Marte: gli alieni non mancano nelle opere di Dick, spesso dotati di poteri telepatici e paranormali come in Guaritore galattico; sono i nemici con cui fare la guerra come in L'ora dei grandi vermi; più spesso sono esseri pacifici con cui non vi sono difficoltà di comunicazione come in Il mondo che Jones creò e I nostri amici di Frolix 8 o il racconto Ora tocca al wub; per poi diventare, alla fine della sua carriera, esseri divini come nella Trilogia di Valis[6]. Marte è invece per Dick la California, arida come il pianeta rosso[12] ed è presente in romanzi come Le tre stimmate di Palmer Eldritch, Noi marziani e I simulacri.
- Gli androidi: sono scomodi cittadini come in Il cacciatore di androidi; robot che continuano le guerre degli umani come in La penultima verità; vere e proprie riproduzioni umane che dimenticano di essere robot come ne I simulacri o il racconto Impostore[13].
- Il lavoro: presente in Noi marziani come la rivendicazione delle ragioni dell'individuo contro le pretese della società[14]; fonte dei post-crediti come in Ubik; monopolio di grandi aziende come in Le tre stimmate di Palmer Eldritch; oppure il lavoro di commesso in un negozio di dischi (lavoro effettivamente svolto da Dick) per diversi personaggi, ad esempio in Voci dalla strada e in Radio libera Albemuth.
- Follia: come

1. Schizofrenia[15] = che emargina il protagonista, ma anche gli permette di vedere come stanno veramente le cose, ad esempio nella Trilogia di Valis e ne L'androide Abramo Lincoln;
2. Paranoia[16] = cioè un atteggiamento non palesemente ingiustificato nei confronti del mondo, ad esempio in Tempo fuor di sesto, Cronache del dopobomba, Follia per sette clan.

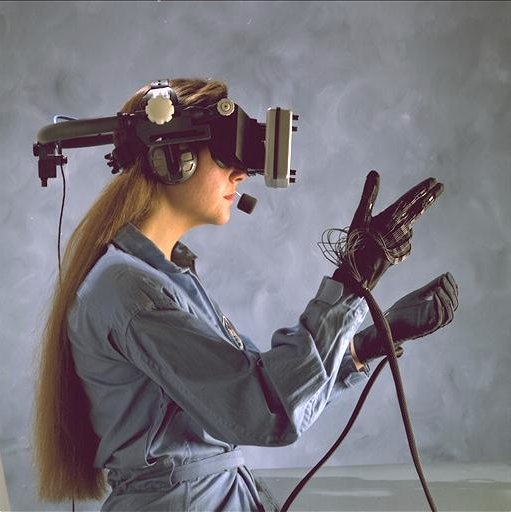
La realtà in Dick è a volte un mondo illusorio in cui il personaggio è intrappolato

- Poteri PSI: cioè percezioni extrasensoriali possedute da alcuni personaggi, in qualche caso sfruttati dalla società e su cui si costruisce l'intero sistema (celebre esempio il racconto Rapporto di minoranza); alle dipendenze di un personaggio come in Ubik e raramente personaggi potenti in grado di determinare il destino dell'umanità come in Il mondo che Jones creò[17].
- Stato di polizia e poliziotti: ovvero oppressivi stati di polizia descritti in romanzi come Redenzione immorale, La svastica sul sole, Radio libera Albemuth; oppure personaggi sofferenti come in Un oscuro scrutare e Scorrete lacrime, disse il poliziotto[18].
- Realtà/illusione: tema molto caro a Dick che, per sua stessa ammissione, ritiene tutta la sua narrativa fondata su due domande centrali: “Che cosa è reale?” e “Che cosa è umano?”; ma anche sul concetto che “le due questioni sono in realtà una sola”[19]. Tale tema è presente in opere come Labirinto di morte, La città sostituita e Tempo fuor di sesto[20].
- Tempo: presente come linea da manipolare con la macchina del tempo come in Il dottor Futuro e I simulacri; come entità della percezione che fonda l'esperienza e ha una dimensione spaziale come in Tempo fuor di sesto e Ubik; oppure come tempo ortogonale con dimensioni cicliche, che gli serve per legittimare la teoria di vivere nel 70 d.C. e presente in opere come Radio libera Albemuth[21].
- La morte: compare come mezzo attraverso cui vivere altre realtà, ad esempio nei romanzi L'occhio nel cielo e Ubik; morte che ridà la vita come nell'opera In senso inverso; infine anche come rapporto con la morte che sconvolge la vita, ad esempio nella Trilogia di Valis[22].

### L'esperienza religiosa

#### La ragazza dai capelli scuri
La settimana successiva all'uscita del libro Scorrete lacrime, disse il poliziotto nel febbraio del 1974, l'autore si fece togliere due denti del giudizio, con anestesia a base di tiopental sodico. Tornato a casa, incominciò a soffrire moltissimo, e la moglie telefonò al dentista e alla farmacia per chiedere medicine. Mezz'ora dopo bussò alla porta il fattorino della farmacia: una ragazza giovane dai capelli scuri, con una scintillante collana d'oro a cui era appeso un pesciolino luccicante. Il luccichio ipnotizzò lo scrittore attraverso un "raggio rosa", che gli fece dimenticare il dolore, le medicine e la ragione per cui quella ragazza si trovava lì. La giovane gli spiegò che il suo ciondolo era un simbolo indossato dai cristiani delle origini. Quando la ragazza gli porse il pacchetto delle medicine, Dick ebbe un'improvvisa esperienza di anamnesi, "ritrovandosi" nel timore d'esser scoperto dai Latini e a dover comunicare con segnali cifrati, vedendo materializzarsi i contorni dell'antica Roma. Dick pensò quindi di esser uno dei cristiani che si stavano segretamente preparando al ritorno di Gesù.

#### Le esperienze 2-3-74
Dopo quel giorno, Dick incominciò a essere soggetto a visioni, da lui denominate "2-3-74" (abbreviazione di febbraio-marzo 1974), affermando di vivere una doppia vita: una come Philip K. Dick e una come Thomas, un cristiano perseguitato dai Romani nel I secolo d.C. Fa inoltre riferimento alla "mente razionale trascendentale" come "Zebra", "Dio" e "VALIS" (acronimo di Vast Active Living Intelligence System). Dick parla di tali esperienze prima nel romanzo semi-autobiografico Radio libera Albemuth e poi nella trilogia di Valis.
(Philip K. Dick.)
A rafforzare queste convinzioni erano alcuni elementi presenti nel suo romanzo Scorrete lacrime, disse il poliziotto, che lui aveva sognato e introdotto nel romanzo e che ricordavano passi degli Atti degli Apostoli che non aveva mai letto. Secondo lui, il messaggio del suo libro consisteva nello svelare il destino di Nixon (al quale si trova un'allusione nel personaggio del romanzo Radio libera Albemuth). Tali esperienze, tra cui il raggio-rosa che lo avrebbe avvertito in tempo di una grave malattia del figlio, sono descritte nelle sue Esegesi.

#### La convinzione della vita precedente
Nel 1977, nell'intervento al festival della fantascienza di Metz, Dick afferma che le sue esperienze paranormali lo avrebbero informato che i suoi romanzi e i suoi racconti fossero in un certo senso veri. L'autore crede di ricordare una vita precedente ma molto diversa, un'altra realtà in pratica. Egli crede infatti che la realtà in cui viviamo sia fittizia, una sorta di programmazione al computer, dove ci accorgiamo che c'è qualcosa di strano solo quando una variabile viene "riprogrammata"; per lui i déjà vu non sarebbero altro che indizi del fatto che in un qualche punto del passato una variabile sia stata modificata e da ciò sarebbe scaturita una realtà alternativa. Secondo lui il tempo non è reale, rifacendosi a Parmenide; la sua convinzione è che gli esseri umani vivano il tempo in cui credono di essere, quando in realtà si trovano in un altro periodo e che la prova di queste discrepanze temporali che lui ha vissuto così fortemente, ma che noi tutti viviamo ogni giorno, siano proprio i déjà vu.

### La nomea di tossicodipendente
L'opinione largamente diffusa, ai suoi tempi e ancora oggi, di Dick che scrive le sue opere sotto l'influenza delle droghe più disparate, anzitutto LSD e anfetamine – o addirittura di droghe pesanti come eroina o cocaina – è in parte un'esagerazione e in parte una leggenda, divulgata per tanti motivi (non tutti per forza negativi) da giornalisti, curatori e amici, e tollerata, quando non incoraggiata, da Dick stesso. La nomea di persona dedita agli stupefacenti più disparati, in un primo momento, gli rese bene in termini di vendite, ma alla fine si trasformò in una specie di maledizione. Dick, in realtà, assumeva con regolarità solo una sostanza stupefacente, le anfetamine, fumava raramente canapa, non assunse mai eroina o cocaina e le sue esperienze con l'LSD furono relativamente poche. Dick amava dire scherzando che aveva provato a scrivere sotto LSD ma gli uscivano sempre libri in latino o in sanscrito. Da una delle sue esperienze psichedeliche, nel 1964, derivò una delle visioni del romanzo Labirinto di morte; in un'altra si mise effettivamente a parlare in latino (lingua studiata alle superiori) come accade in Valis. Da un'assunzione di un altro psichedelico, la mescalina, nel maggio del 1970 ricavò la trama di Scorrete lacrime, disse il poliziotto. Il suo uso di anfetamine, a cui attribuiva la propria produttività cominciò durante l'adolescenza, quando li sperimentò per superare gli attacchi di panico di cui soffriva. Utilizzò anfetamine tutta la vita ma ne abusò veramente solo fra il 1970 e il 1972, in seguito al divorzio con Nancy, fino al ricovero in una clinica canadese dopo un tentativo di suicidio.

### L'eredità di Philip K. Dick
A partire dalla sua morte, avvenuta in seguito a ictus, Dick ha influito profondamente con la sua opera non solo sulla fantascienza, ma sulla narrativa nordamericana in generale; ma giunse alla fama al di fuori della fantascienza solo dopo che i diversi adattamenti cinematografici delle sue opere lo fecero conoscere a un pubblico più vasto (in particolare Blade Runner di Ridley Scott). I suoi lavori sono ora tra i più popolari della fantascienza e della letteratura postmoderna in generale (Ursula K. Le Guin lo definì "il nostro Borges"), e si può affermare che da morto Dick abbia ottenuto sia la fama sia il rispetto da parte dei critici: ciò che in vita aveva a un tempo desiderato e temuto.
Scartando la visione ottimistica e semplicistica della fantascienza dell'età dell'oro, Dick esplorò con continuità i temi della natura della realtà e dell'umanità nei suoi romanzi popolati di persone comuni, piuttosto che da élite galattiche. Dedicò grande attenzione all'impatto dei mass media sulla società e la politica. S'interrogò su questioni importanti della storia e della cultura degli Stati Uniti. Fu parte integrante dell'ondata postmoderna.
Anticipando il genere cyberpunk, Dick esplorò l'anomia della California settentrionale in molti suoi lavori. Il suo acclamato romanzo La svastica sul sole (o L'uomo nell'alto castello), vincitore del Premio Hugo, è un lavoro pionieristico che unisce i generi dell'ucronia e della fantascienza. Ha scritto anche moltissimi racconti brevi, pubblicati in massima parte su riviste pulp.
Le sue opere sono caratterizzate da un senso della realtà costantemente eroso, con protagonisti che spesso scoprono che i loro cari (o anche loro stessi) sono segretamente robot, alieni, esseri soprannaturali, sottoposti a lavaggio del cervello, spie, morti o una combinazione di queste possibilità.
Le opere realistiche di Dick, dapprima ignorate o incomprese dai fan della fantascienza, sono comunque degne della massima attenzione, e alcune di loro, come L'uomo dai denti tutti uguali, In questo piccolo mondo e l'ultimo, La trasmigrazione di Timothy Archer, tengono testa ai suoi migliori romanzi fantascientifici. Dick contribuisce alla costruzione dell'immagine letteraria della California a pari dignità con i suoi predecessori John Steinbeck e Raymond Chandler, spianando la strada alla produzione di Jonathan Lethem e di altri autori Avantpop, come Steve Erickson.
Durante gli anni duemila e seguenti del nuovo millennio anche i suoi romanzi dimenticati sono tornati nelle librerie (negli Stati Uniti; in italiano sono stati riediti dal 2005 al 2013). Il debito nei confronti di Dick è stato riconosciuto da significativi autori delle generazioni successive, come Jonathan Lethem negli Stati Uniti, Tommaso Pincio e Valerio Evangelisti in Italia. L'influenza di Dick è inoltre riscontrabile nelle opere di David Lynch, Alan Moore, Grant Morrison, Greg Egan, Rudy Rucker, K. W. Jeter, David Cronenberg, David Ohle e altri.

## Pseudonimi
Dick ha assunto due pseudonimi durante la sua carriera:
1. Richard Phillips è la firma posta sotto al racconto Un certo tipo di vita nel 1953[34].
2. Jack Dowland è il nome con cui pubblicò Orfeo dai piedi d'argilla. Il protagonista di questo racconto vuole ispirare l'autore Jack Dowland, considerato il più grande scrittore di fantascienza del XX secolo. Nella storia, Dowland pubblica un breve racconto intitolato "Orfeo con piedi di argilla", con lo pseudonimo "Philip K. Dick". Il cognome Dowland si riferisce al compositore rinascimentale John Dowland, a cui ci si riferisce direttamente anche nel romanzo Scorrete lacrime, disse il poliziotto. Nel romanzo Divina invasione della trilogia di Valis, il personaggio 'Linda Fox' è una cantante famosa il cui intero corpus di opere è costituito da registrazioni di composizioni di John Dowland. Inoltre, alcuni protagonisti dei racconti di Dick sono chiamati 'Dowland'.

## Opere

### Romanzi
Si presenta ogni romanzo per ordine di prima pubblicazione, segue il titolo della prima edizione italiana e poi, nel caso, i titoli alternativi con cui è apparso il romanzo in Italia.
- Solar Lottery, 1955.

Il disco di fiamma, Milano, A. Mondadori, 1958; poi Lotteria dello spazio, Roma, Fanucci, 2005; poi Lotteria del Sistema Solare, Milano, Mondadori, 2025.
- The World Jones Made, 1956.

Il mondo che Jones creò, Piacenza, La Tribuna, 1965; poi E Jones creò il mondo, Roma, Fanucci, 2001.
- The Man Who Japed, 1956.

Redenzione immorale, Piacenza, La Tribuna, 1964.
- Eye in the Sky, 1957.

L'occhio nel cielo, Milano, A. Mondadori, 1959; poi Occhio nel cielo, Roma, Fanucci, 1998; Milano, A. Mondadori, 2025.
- The Cosmic Puppets, 1957.

La città sostituita, Milano, A. Mondadori, 1962.
- Time Out of Joint, 1959.

Il tempo si è spezzato, Milano, Corriere della Sera, 1959; poi L'uomo dei giochi a premio, Milano, A. Mondadori, 1968; poi Tempo fuori luogo, Palermo, Sellerio, 1996; poi Tempo fuor di sesto, Roma, Fanucci, 2003.
- Dr. Futurity, 1960.

Il dottor Futuro, Piacenza, La Tribuna, 1963.
- Vulcan's Hammer, 1960.

Vulcano 3, Milano, A. Mondadori, 1963.
- The Man in the High Castle, 1962.

La svastica sul sole, Piacenza, La Tribuna-Science fiction book club, 1965; poi L'uomo nell'alto castello, Roma, Fanucci, 2001.
- The Game-Players of Titan, 1963.

Giocatori di Titano, Piacenza, La Tribuna, 1967; poi I giocatori di Titano, Milano, Editrice Nord, 1980.
- Martian Time-Slip, 1964

Noi marziani, Milano, Editrice Nord, 1973.
- The Simulacra, 1964.

I simulacri, Piacenza, La Tribuna-Science fiction book club, 1965.
- Clans of the Alphane Moon, 1964.

Follia per sette clan, Piacenza, La Tribuna, 1970.
- The Penultimate Truth, 1964.

La penultima verità, Piacenza, La Tribuna, 1966.
- The Three Stigmata of Palmer Eldritch, 1965.

Le tre stimmate di Palmer Eldritch, Bologna, Libra, 1970.
- Dr. Bloodmoney, or How We Got Along After the Bomb, 1965.

Cronache del dopobomba, Milano, A. Mondadori, 1965.
- The Crack in Space, 1966.

Vedere un altro orizzonte, Piacenza, La Tribuna, 1969; poi Svegliatevi, dormienti, Roma, Fanucci, 2002.
- Now Wait for Last Year, 1966.

Illusione di potere, Milano, Editrice Nord, 1971.
- The Unteleported Man o Lies, Inc., 1966.

Utopia, andata e ritorno, Piacenza, La Tribuna, 1968; poi Menzogne S.p.a., Roma, Fanucci, 2013.
- Counter-Clock World, 1967.

Redivivi S.p.A., Milano, Dall'Oglio, 1972; poi Ritorno dall'aldilà, Roma, Fanucci, 1989; poi In senso inverso, Roma, Fanucci, 2001.
- The Zap Gun, 1967.

Mr. Lars, sognatore d'armi, Piacenza, La Tribuna, 1970; poi Il sognatore d'armi, Milano, A. Mondadori, 1998.
- The Ganymede Takeover, con Ray Nelson, 1967.

L'ora dei grandi vermi, Milano, A. Mondadori, 1968; poi La conquista di Ganimede, Roma, Fanucci, 2014.
- Do Androids Dream of Electric Sheep?, 1968.

Il cacciatore di androidi, Piacenza, La Tribuna, 1971; poi Cacciatore di androidi, Milano, Editrice Nord, 1986; poi Blade Runner, Roma, Fanucci, 1996; poi Ma gli androidi sognano pecore elettriche?, Roma, Fanucci, 2000.
- Ubik, 1969.

Ubik, mio signore, Piacenza, La Tribuna, 1972-1979; Ubik, Roma, Fanucci, 1989-2020; Milano, Mondadori, 2021.
- Galactic Pot-Healer, 1969.

Giù nella cattedrale, Piacenza, La Tribuna, 1979; poi Guaritore galattico, Milano, Bompiani, 1996.
- Maze of Death, 1970.

Labirinto di morte, Piacenza, La Tribuna, 1974.
- Our Friends from Frolix 8, 1970.

I nostri amici di Frolix 8, Piacenza, La Tribuna, 1972; poi Nostri amici da Frolix 8, Roma, Fanucci, 1995.
- We Can Build You, 1972.

A. Lincoln, Androide, Milano, De Carlo, 1974; poi Abramo Lincoln androide, Roma, Fanucci, 1997; poi L'androide Abramo Lincoln, Roma, Fanucci, 2005.
- Flow My Tears, The Policeman Said, 1974.

Episodio temporale, Milano, Editrice Nord, 1977; poi Scorrete lacrime, disse il poliziotto, Milano, Mondadori, 1998.
- Confessions of a Crap Artist, 1975.

Confessioni di un artista di merda, Roma, Fanucci, 1996.
- Deus Irae, con Roger Zelazny, 1976.

Deus Irae, Bologna, Libra, 1977.
- A Scanner Darkly, 1977.

Scrutare nel buio, Milano, Editrice Nord, 1979; poi Un oscuro scrutare, Napoli, Cronopio, 1993.
- VALIS, 1981.

Valis, in La trilogia di Valis, Milano, Interno giallo, 1993.
- The Divine Invasion, 1981.

Divina invasione, Milano, A. Mondadori, 1986.
- The Transmigration of Timothy Archer, 1982.

La trasmigrazione di Timothy Archer, in La trilogia di Valis, Milano, Interno giallo, 1993.
- The Man Whose Teeth Were All Exactly Alike, 1985.

L'uomo dai denti tutti uguali, Roma, Fanucci, 1999.
- Radio Free Albemuth, 1985.

Radio libera Albemuth, Roma, Fanucci, 1996.
- Puttering About in a Small Land, 1985.

In questo piccolo mondo, Roma, Fanucci, 2003.
- In Milton Lumky Territory, 1985.

In terra ostile, Torino, Einaudi, 1999.
- Humpty Dumpty in Oakland, 1986.

Lo stravagante mondo di Mr. Fergesson, Roma, Fanucci, 2012.
- Mary and the Giant, 1987.

Mary e il gigante, Roma, Fanucci, 2000.
- The Broken Bubble, 1988 (ma 1956).

Il cerchio del robot, Roma, Fanucci, 2013.
- Nick and the Glimmung, 1988. [per bambini]

Nick e il Glimmung, Milano, A. Mondadori, 1994.
- Gather Yourselves Together, 1994.

Il paradiso maoista, Roma, Fanucci, 2007.
- Voices From The Street, 2007.

Voci dalla strada, Roma, Fanucci, 2008.

#### Raccolte
- Opere scelte, a cura di Emanuele Trevi e Paolo Parisi Presicce, 2 tomi, CXLVI-3164 pp., collana I Meridiani, Milano, Mondadori 2025[35]

### Racconti

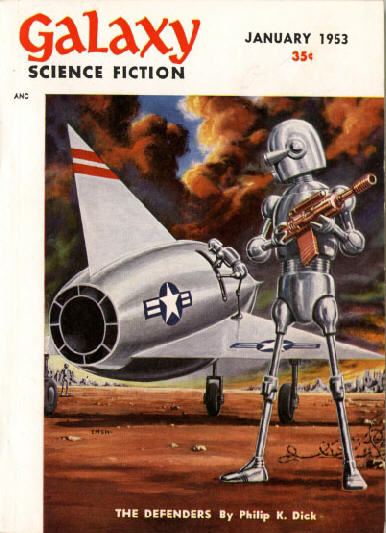

Nota: le opere sono elencate in ordine di pubblicazione.

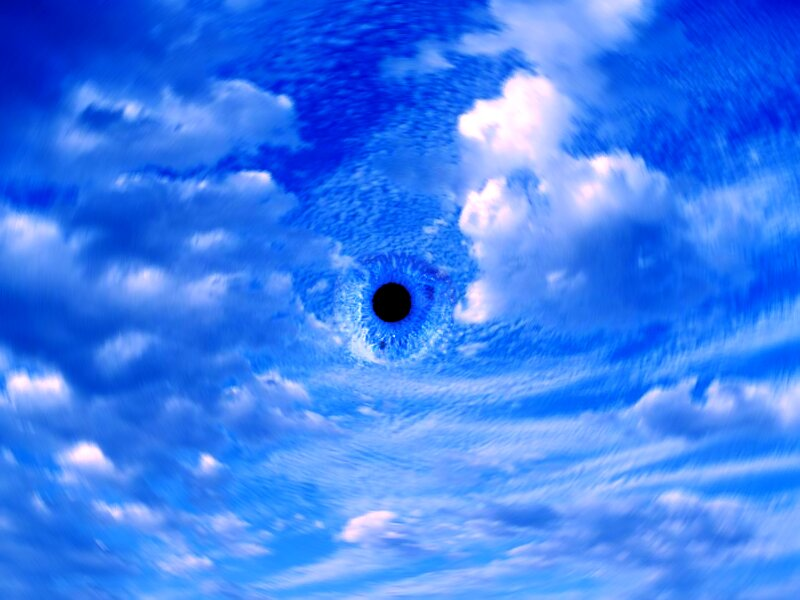
Da L'occhio nel cielo fino alla trilogia di Valis, uno dei temi ricorrenti nell'opera di Dick è l'irruzione del divino nella realtà quotidiana

1947
Stabilità (Stability; scritto nel 1947, ma pubblicato solo nel 1987)
1952
Beyond Lies the Wub (Ora tocca al wub)
The Gun (Il cannone)
The Little Movement (Minibattaglia)
The Skull (Il teschio)
1953
The Builder (La barca)
Colony (Colonia)
The Commuter (Il sobborgo dimenticato o Il pendolare)
The Cookie Lady (La signora dei biscotti)
The Cosmic Poachers (Pirati cosmici)
The Defenders (I difensori della Terra)
Expendable (Un uomo a rischio)
The Eyes Have It (Invasione oculare)
The Great C (Il grande C)
The Hanging Stranger (L'impiccato)
The Impossible Planet (Pianeta impossibile)
Impostor (Impostore)
The Indefatigable Frog (L'infaticabile ranocchio)
The Infinities (Cavie)
The King of the Elves (Il re degli elfi)
The Variable Man (L'uomo variabile)
Martians Come in Clouds (Nuvole marziane)
Mr. Spaceship (La mente dell'astronave)
Out in the Garden (In giardino)
Paycheck (I labirinti della memoria)(Previdenza)
Piper in the Woods (I pifferai)
Planet for Transients (Pianeta alieno)
The Preserving Machine (La macchina salvamusica)
Project: Earth (Progetto: Terra)
Roog (Ruug)
Second Variety (Modello Due)
Some Kinds of Life (Un certo tipo di vita)
The Trouble with Bubbles (Il mondo in una bolla)
The World She Wanted (Il mondo che lei voleva)
Tony and the Beetles (Tony e i coleotteri)
1954
A World of Talent (Il mondo dei mutanti)
The Last of the Master (L'ultimo dei capi)
Adjustment Team (Squadra riparazioni)
Beyond the Door (Dietro lo sportello)
Breakfast at Twilight (Colazione al crepuscolo)
The Crawlers (Quelli che strisciano)
The Crystal Crypt (La cripta di cristallo)
The Exhibit Piece (Il padiglione del passato)
The Father-thing (La Cosa-padre)
The Golden Man (Non saremo noi)
James P. Crow (Jeams P. Crow)
Jon's World (Il mondo di Jon)
Meddler (Il fattore letale)
Of Withered Apples (Mele avvizzite)
A Present for Pat (Un regalo per Pat)
Prize Ship (La nave nemica)
Progeny (Progenie)
Prominent Author (Un autore importante)
Sales Pitch (Vendete e moltiplicatevi)
Shell Game (Rivolta contro la Terra)
The Short Happy Life of the Brown Oxford (Breve vita felice di una scarpa marrone)
Small Town (Piccola città)
Souvenir (Souvenir)
Strange Eden (Strano Eden)
Survey Team (Squadra di ricognizione)
Time Pawn (Il dottor futuro)
The Turning Wheel (La ruota cosmica)
Upon the Dull Earth (Sulla monotona Terra)
1955
Autofac (Autofac)
Captive Market (Commercio temporale)
The Chromium Fence (Saltare il fosso)
Foster, You're Dead! (Foster, sei morto!)
The Hood Maker (Il fabbricante di cappucci)
Human Is (Umano è)
The Mold of Yancy (Yancy)
Nanny (Nanny)
Psi-man Heal My Child! (Psi)
Service Call (Servizio assistenza)
A Surface Raid (Un'incursione in superficie)

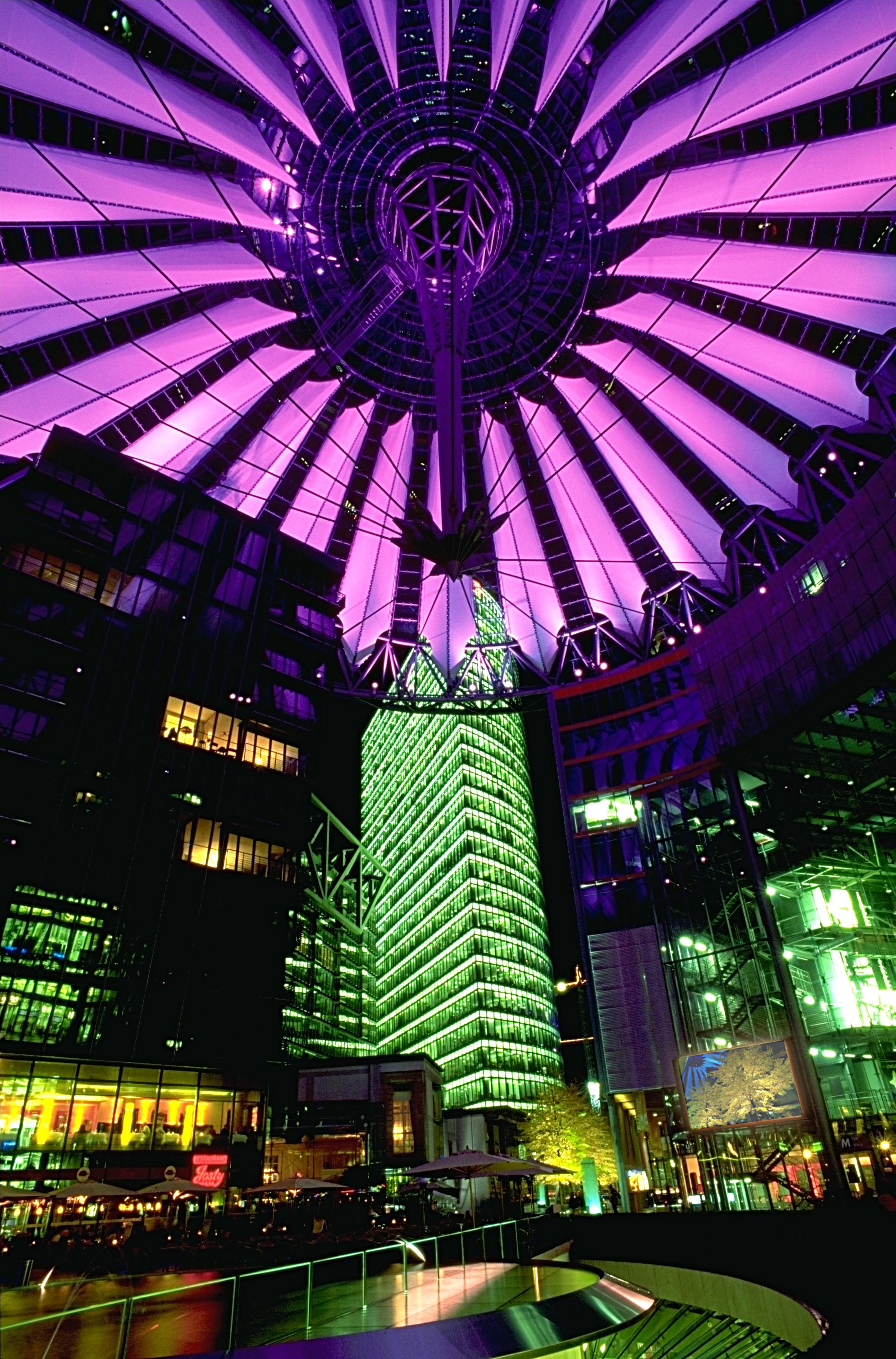
Nelle sue descrizioni di sinistre città futuristiche ipertecnologiche, Dick anticipò le atmosfere del cyberpunk (nell'immagine il Sony Center di Berlino)

Vulcan's Hammer (Vulcano 3)
War Veteran (Veterano di guerra)
1956
A Glass of Darkness (La città sostituita)
Minority Report (Rapporto di minoranza)
Pay for the Printer (Diffidate delle imitazioni)
To Serve the Master (Al servizio del padrone)
1957
Misadjustment (Le illusioni degli altri)
The Unreconstructed M (La macchina)
1958
Null-o (Non-o)
1959
Explorers We (Tornando a casa)
Fair Game (Selvaggina pregiata)
Recall Mechanism (Meccanismo di ricordo)
War Game (Il gioco della guerra)
1963
All We Marsmen (Noi marziani)
The Days of Perky Pat (I giorni di Perky Pat)
If There Were No Benny Cemoli (Se non ci fosse Benny Cemoli)
Stand-by (Presidente di riserva)
What'll We Do With Ragland Park? (Cosa ne facciamo di Ragland Park?)
1964
Cantata 140 (Svegliatevi, dormienti)
A Game of Unchance (Giocate e vincete)
Novelty Act (Uno show originale)
Oh, to be a Blobel! (Oh, essere un blobel!)
Orpheus with Clay Feet (Orfeo dai piedi d'argilla)
Precious Artifact (Il gatto)
The Little Black Box (I seguaci di Mercer)
The Unteleported Man (Utopia, andata e ritorno)
The War with the Fnools (Bacco, tabacco e... Fnools!)
Waterspider (Pulce d'acqua)
A Terran Odyssey (Odissea sulla Terra)
What the Dead Men Say (Quel che dicono i morti)
1965
Project Plowshare (Mrs. Lars, sognatore d'armi)
Retreat Syndrome (Sindrome regressiva)
1966
Holy Quarrel (Teologia per computer)
We Can Remember It for You Wholesale (Ricordiamo per voi o Ricordi in vendita)
Your Appointment Will Be Yesterday (Il suo appuntamento è fissato per ieri)
1967
Faith of Our Fathers (La fede dei nostri padri)
Return Match (Partita di ritorno)
1968
Not By Its Cover (Legatura di pelle)
The Story To End All Stories (Il racconto che mette fine a tutti i racconti)
1969
A. Lincoln, Simulacrum (A. Lincoln, androide)
The Electric Ant (Le formiche elettriche)
1972
Cadbury, the Beaver Who Lacked (Cadbury, il castoro scarso)
1974
The Different Stages of Love
The Pre-persons (Le pre-persone)
A Little Something for Us Tempunauts (Noi temponauti)
1979
The Exit Door Leads In (L'ultimo test)
1980
I Hope I Shall Arrive Soon (Spero di arrivare presto)
Rautavaara's Case (Il caso di Rautavaara)
Chains of Air, Web of Aethyr (Catene d'aria, ragnatela d'etere)
1981
The Alien Mind (La mente aliena)
1984
Strange Memories of Death (Strani ricordi di morte)
1987
The Day Mr. Computer Fell Out of Its Tree (Il giorno che il signor Computer uscì di testa)
The Eye of the Sibyl (L'occhio della sibilla)
Stability (Stabilità; scritto nel 1947, ma pubblicato solo nel 1987)
Fawn, Look Back
1988
Goodbye, Vincent
1989
11-17-80
2010
Menace React (frammento)

### Saggi
- How To Build a Universe That Doesn't Fall Apart Two Days Later, 1978-1985.

Come costruire un universo che non cada a pezzi dopo due giorni, in Se vi pare che questo mondo sia brutto, Milano, Feltrinelli, 1999.
- The Dark Haired Girl, 1988.

La ragazza dai capelli scuri, Roma, Fanucci, 2014.

### Raccolte
- The collected stories of Philip K. Dick

Tutti i racconti. Le presenze invisibili, 4 voll.,
1, Milano, Interno giallo-Mondadori, 1994. ISBN 88-04-38520-0.
2. 1954, Milano, Mondadori, 1995. ISBN 88-04-40192-3.
3. 1955-1963, Milano, Mondadori, 1996. ISBN 88-04-41615-7.
4. 1964-1981, Milano, Mondadori, 1997. ISBN 88-04-43337-X.
- I racconti inediti, 2 voll., Roma, Fanucci, 1995. ISBN 88-347-0445-2 e ISBN 88-347-0461-4.
- Short stories collection, 4 voll.,

Vol. 1
Tutti i racconti 1947-1953, Roma, Fanucci, 2006. ISBN 88-347-1211-0.
Vol. 2
Tutti i racconti 1954, Roma, Fanucci, 2008. ISBN 978-88-347-1404-1.
Vol. 3
Tutti i racconti 1955-1963, Roma, Fanucci, 2009. ISBN 978-88-347-1497-3.
Vol. 4
Tutti i racconti 1964-1981, Roma, Fanucci, 2009. ISBN 978-88-347-1552-9.

### Epistolario
- The Selected Letters of Philip K. Dick, 1938-1971. Novato, California: Underwood-Miller, 1997 ISBN 0-88733-169-6
- The Selected Letters of Philip K. Dick, 1972-1973. Novato, California: Underwood-Miller, 1994 ISBN 0-88733-161-0
- The Selected Letters of Philip K. Dick, 1974. Novato, California: Underwood-Miller, 1991 ISBN 0-88733-104-1
- The Selected Letters of Philip K. Dick, 1975-1976. Novato, California: Underwood-Miller, 1993 ISBN 0-88733-111-4
- The Selected Letters of Philip K. Dick, 1977-1979. Novato, California: Underwood-Miller, 1993 ISBN 0-88733-120-3

## Film e televisione

### Cinema
- Blade Runner (1982) di Ridley Scott è basato sul romanzo Il cacciatore di androidi.
- Atto di forza (1990) di Paul Verhoeven è basato sul racconto Ricordiamo per voi.
- Confessions d'un Barjo (1992) di Jérôme Boivin è basato sul romanzo Confessioni di un artista di merda.
- Screamers - Urla dallo spazio (1995) di Christian Duguay è basato sul racconto Modello Due.
- Impostor (2001) di Gary Fleder è basato sul racconto Impostore, come peraltro una serie di telefilm degli anni sessanta. Esiste, di questo racconto, un adattamento italiano (L'impostore), prodotto dalla RAI nel 1981 per la serie Il fascino dell'insolito, in cui il ruolo di Spencer Olham, protagonista della storia, era interpretato da Adalberto Maria Merli.
- Minority Report (2002) di Steven Spielberg è basato sul racconto Rapporto di minoranza.
- Paycheck (2003) di John Woo è basato sul racconto I labirinti della memoria.
- A Scanner Darkly - Un oscuro scrutare (2006) di Richard Linklater è basato sul romanzo Un oscuro scrutare.
- Next (2007) di Lee Tamahori è basato sul racconto Non saremo noi.
- Radio Free Albemuth (2010) di John Alan Simon è basato sul romanzo Radio libera Albemuth.
- I guardiani del destino (2011) di George Nolfi è basato sul racconto Squadra riparazioni.
- Total Recall - Atto di forza (2012) di Len Wiseman è un remake del film del 1990 e secondo adattamento del racconto Ricordiamo per voi.
- Il racconto Strani ricordi di morte è stato adattato nell'omonimo cortometraggio (Strange Memories of Death) da parte degli Yates House Studios, che non hanno però ottenuto i diritti per distribuirlo.[36]

### Televisione
- Minority Report - serie TV (2015).
- L'uomo nell'alto castello - serie TV (2015), basata sul romanzo La svastica sul sole.
- Philip K. Dick's Electric Dreams - serie TV (2017), basata su vari racconti dell'autore

## Premi
- Premio Hugo
  - Miglior romanzo
    - 1963 – La svastica sul sole (vincitore)
    - 1975 – Flow My Tears, The Policeman Said (candidato)

  - Miglior racconto
    - 1968 – Faith of Our Fathers (candidato)
- Premio Nebula
  - Miglior romanzo
    - 1965 – Dr. Bloodmoney (candidato)
    - 1965 – The Three Stigmata of Palmer Eldritch (candidato)
    - 1968 – Do Androids Dream of Electric Sheep? (candidato)
    - 1974 – Flow My Tears, The Policeman Said (candidato)
    - 1982 – The Transmigration of Timothy Archer (candidato)